# Pseudocamelina aphragmodes
Pseudocamelina aphragmodes är en korsblommig växtart som först beskrevs av Pierre Edmond Boissier, och fick sitt nu gällande namn av Nikolaj Adolfovitj Busj. Pseudocamelina aphragmodes ingår i släktet Pseudocamelina och familjen korsblommiga växter. Inga underarter finns listade i Catalogue of Life.